# Benito Juárez, Chenalhó
Benito Juárez är en ort i Mexiko.   Den ligger i kommunen Chenalhó och delstaten Chiapas, i den sydöstra delen av landet, 800 km öster om huvudstaden Mexico City. Benito Juárez ligger 1 285 meter över havet och antalet invånare är 186.
Terrängen runt Benito Juárez är kuperad västerut, men österut är den bergig. Runt Benito Juárez är det ganska tätbefolkat, med 111 invånare per kvadratkilometer. Närmaste större samhälle är Pantelhó, 5,9 km sydost om Benito Juárez. I omgivningarna runt Benito Juárez växer i huvudsak städsegrön lövskog.